# شهرستان اوگل (ایلینوی)

شهرستان اوگل

شهرستان اوگل، (به انگلیسی: Ogle County) شهرستانی در ایالت ایلی‌نوی ایالات متحده آمریکا و بر طبق سرشماری ۲۰۱۰ این شهرستان ۵۳۴۹۷ نفر جمعیت داشته‌است. رشد جمعیت این شهرستان از ۲۰۰۰ تا ۲۰۱۰، حدود ۴٫۸ درصد رشد مثبت داشته‌است
.
طبق سرشماری ۲۰۱۰، مساحت این شهرستان ۱۹۷۶٫۱ کیلومتر مربع وسعت داشته که از این مقدار ۰٫۵۸ درصد آب و ۹۹٫۴۲ درصد خشکی می‌باشد.

## همسایگان و راه‌ها
همسایگان این شهرستان عبارتند از:
- شمال: شهرستان وینه‌بگو.
- شمال: شهرستان استفنسون.
- شمال‌شرق: شهرستان بونی.
- شرق: شهرستان دکلاب.
- جنوب‌شرق:
- جنوب: شهرستان لی
- جنوب‌غرب: شهرستان وایت ساید
- غرب: شهرستان کارول
- شمال‌غرب:

راه‌های اصلی این شهرستان:
1. بزرگراه میان‌ایالتی ۳۹
2. بزرگراه میان‌ایالتی ۸۸
3. بزرگراه ۵۲ ایالات متحده
4. بزرگراه ۵۱ ایالات متحده
5. جاده ۲ ایلی‌نوی
6. جاده ۲۶ ایلی‌نوی
7. جاده ۳۸ ایلی‌نوی
8. جاده ۶۴ ایلی‌نوی
9. جاده ۷۲ ایلی‌نوی
10. جاده ۲۵۱ ایلی‌نوی

## شهرها
- اورگان، ایلی‌نوی، مرکز شهرستان
- بیرون، ایلی‌نوی
- پولو، ایلی‌نوی
- روشل، ایلی‌نوی، شهر بزرگ

## جمعیت و هرم سنی
این شهرستان بر اساس سرشماری سال ۲۰۰۰ دارای ۵۱۰۳۲ نفر جمعیت بوده‌است.

تراکم نسی جمعیت ۲۶ نفر بر کیلومتر مربع می‌باشد.

## تاریخچه
این شهرستان در ۱۸۳۶ از شهرستان جو دویس و شهرستان لاسالی جدا شده‌است. این شهرستان نام خود را از جوزف اوگل، جنگ انقلاب آمریکا گرفته‌است.

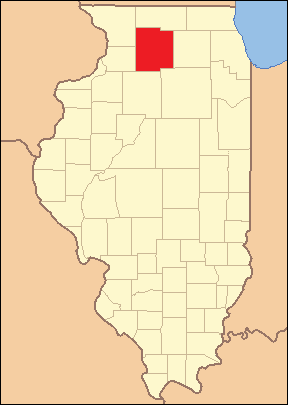
شهرستان اوگل از ۱۸۳۶ تا سال ۱۸۳۹
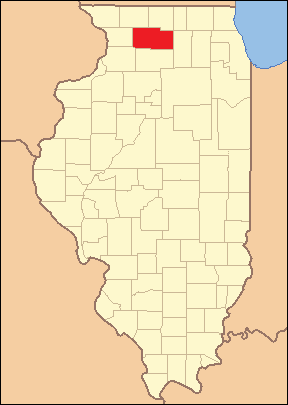
شهرستان اوگل در ۱۸۳۹ و کاهش اندازه آ«پس از تشکیل شهرستان لی